# مارك ك. داف
مارك ك. داف (بالإنجليزية: Marc C. Duff)‏ هو سياسي أمريكي، ولد في 4 يوليو 1961 في بورت واشنطن في الولايات المتحدة. حزبياً، نشط في الحزب الجمهوري. وقد انتخب عضو جمعية ولاية ويسكونسن.